# Através Editora
A Através Editora é o carimbo editorial pertencente à Associação Galega da Língua (AGAL), que desde o ano 2010 substitui a AGAL-Editora.
A necessidade da Através Editora nasce para cobrir um oco da produção literária da Galiza que nem as editoras galegas, nem lusas cobrem; as primeiras por censura e as segundas por desconhecimento. Deste jeito, a política da Através Editora é amparar a produção literária no português da Galiza e tentar abrir caminho da literatura galega à Lusofonia.

## Colecções
Nessa transformação, as antigas colecções Criaçom, Universalia e Clássicos viraram Através das Letras, Através das Ideias e Através de Nós, respectivamente. Criou-se, aliás, uma nova colecção, Através da Língua.

### Através das Letras
Secção centrada nas obras de criação narrativa e poética. Nos últimos anos são várias as obras literárias e autores que desde estes parâmetros tiveram uma certa repercussão no panorama literário galego. O objectivo é amplificar esta via na Galiza e potencializá-la no mercado português.
Obras de Através das Letras
- Noente Paradise. Poemas e canções, de Ugia Pedreira
- Animais, de Séchu Sende
- Vicentinho e as Árvores da Paz, de Touporroutou
- Poemas no Faiado. Antologia de poesia lusófona para crianças
- Abraço de Ferro, de Carlos Santiago
- Adelaida, de Artur Alonso
- Nântia e a cabrita d'ouro, de Concha Rousia
- A noiva e o navio, de Susana Sánchez Arins
- Mordida, de Eugénio Outeiro
- Janela Aberta, de José Alberte Corral
- Sete ch'iens a um posso, de Sílvia Capom
- Outra Vida, de Mário Herrero Valeiro
- O crânio de Castelao, de vários autores
- Prédios, de Thalámas Salamatu
- Mecanismo de Emergência, de Tiago Alves Costa

### Através das Ideias
Este é o local onde se publicam os ensaios, que não estejam centrados numa temática linguística. Aqui combinam-se obras originais com traduções que não estejam a chegar ao mercado português e/ou que à Galiza só chegam em castelhano. Um bom exemplo poderiam ser os ensaios sobre a temática nacional, que têm grande importância no Estado espanhol, e inclusive na Europa, mas que passam bastante desapercebidos no mercado português.
Obras de Através das Ideias
- Parecia não pisar o chão, de Carlos Taibo
- Emigrantes, exilados e perseguidos. A comunidade portuguesa na Galiza (1890-1940), de Dionísio Pereira
- Politicamente incorreta. Ensaios para um tempo de pressas, de Teresa Moure
- Livros que nom lê ninguém. Poesia, movimentos sociais e antagonismo político na Galiza, de Isaac Lourido
- O pequeno é grande. A agricultura familiar como alternativa: O caso galego, de Xoán Carlos Carreira Pérez e Emilio V. Carral Vilariño

### Através de Nós
Centrada na publicação obras clássicas das letras galegas -em norma internacional- mas também livros de temática galega, que ajudem a perceber como é -e porquê é assim- a Galiza de hoje. Estes últimos são ensaios divulgadores centrados em temáticas muito diversas: história, geografia, antropologia, economia,…
Obras de Através de Nós
- Sempre em Galiza, de Afonso R. Castelão
- Bandeiras da Galiza, de José Manuel Barbosa
- Carvalho Calero ATUAL, de Ricardo Carvalho Calero e vários autores
- PGL 10. A nossa língua na rede, a nossa língua no mundo
- Conversas com Isaac Alonso Estraviz, de Bernardo Penabade
- Valle-Inclán lusófilo: documentos (1900-1936), de Rosário Mascato
- DdoOLeR (2007-2014). 8 anos celebrando o Dia da toalha na Galiza
- Galiza, um povo sentimental? Género, política e cultura no imaginário nacional galego, de Helena Miguélez-Carballeira

### Através da Língua
Esta é a nova colecção integrante da Através Editora que não tem antecedente direito nas antigas colecções da AGAL-Editora. A produção galega em temática linguística ou sociolinguística é enorme. Na Galiza por causa do conflito linguístico há um grande interesse no tema, que na Lusofonia é menor. Por estes motivos a criação duma nova colecção que se centrasse nesta temática seria uma boa ideia. Além de servir ao mercado galego, demandante destes produtos, poderia tentar cobrir este oco do mercado português.
Obras de Através da Língua
- Por um galego extenso e útil, da Comissão Linguística da AGAL
- Do Ñ para o NH, de Valentim R. Fagim
- Manual de galego científico, de Carlos Garrido e Carlos Riera
- 101 falares com jeito, de Fernando V. Corredoira
- Guerra de Grafias. Conflito de elites", de Mário Herrero Valeiro
- O galego é uma oportunidade, de Valentim R. Fagim e José Ramom Pichel
- O modelo lexical galego, da Comissão Linguística da AGAL
- Galego, português, galego-português?, de Arturo de Nieves e Carlos Taibo
- Quem fala a minha língua?
- Falar a Ganhar, o valor do galego, coord. Manuel César Vila
- Quês e porquês do reintegracionismo
- Breve história do reintegracionismo, de Tiago Peres Gonçalves